# Hubari, Ripkî
Hubari (în ucraineană Губарі) este un sat în comuna Mohnaci din raionul Ripkî, regiunea Cernihiv, Ucraina.

## Demografie
Componența lingvistică a localității Hubari
     Ucraineană (99,2%)
     Alte limbi (0,8%)
Conform recensământului din 2001, majoritatea populației localității Hubari era vorbitoare de ucraineană (99,2%), existând în minoritate și vorbitori de alte limbi.